# Илличевский, Демьян Васильевич
Демьян (Дамиан) Васильевич Илличевский (1786, Полтавская губерния — 1837/1838, Санкт-Петербург) — томский губернатор, действительный статский советник.

## Биография
Родился 30 октября (10 ноября) 1786 года в семье священника. Учился в Александро-Невской семинарии, затем в Киево-Могилянской академии. По окончании академии служил чиновником в Министерстве финансов, затем преподавал в Полтаве.
Благодаря протекции М. М. Сперанского, с которым учился в семинарии, 17 сентября 1812 года он был назначен губернатором Томской губернии. Следуя к месту службы, проехал мимо Перми, где в это время был опальный М. Сперанский, сделав вид, что его не знает.
В период губернаторства Д. Илличевского в Томской губернии была открыта первая типография, построено каменное здание магистрата. Однако им же была установлена порочная система воровства, мздоимства и злоупотреблений. Злоупотребления Д. Илличевского были вскрыты в 1819 году ревизией М. Сперанского, назначенного к тому времени генерал-губернатором Сибири, вследствие чего с июля 1819 года Илличевский был отстранён от дел, а указом от 26 января 1822 года — от должности.

Томская губерния по богатству и климату могла бы быть одной из лучших губерний в России, но худое управление сделало из неё сущий вертеп разбойников. Если бы в Тобольске я отдал всех чиновников под суд… то здесь оставалось уже всех повесить. Злоупотребления вопиющие и по глупости губернатора, по жадности жены его, по строптивому корыстолюбию брата его, губернского почтмейстера, весьма худо прикрытым… Внутри, исключая Казённой палаты, всё исполнено пакостей и мерзости.— М. М. Сперанский
Дело его разбиралось в Сенате, и только благодаря защите М. Сперанского ему удалось избежать строгого наказания. На службу более не вступал и жил уединённо до своей кончины в Петербурге.
Умер 30 декабря 1837 (11 января 1838) года. Похоронен на Георгиевском кладбище в Большой Охте.

### Семья
Сыновья:
- Алексей (1798—1837)
- Платон (1808—1858).